# Agrilus lecontei
Agrilus lecontei, ou Leconte  Brownsville buprestid, é uma espécie de escaravelho perfurador de madeira metálico da família Buprestidae. É conhecida a sua existência na América do Norte.

## Subespecie
Estes dois subespecies pertencem à espécie Agrilus lecontei:
- Agrilus lecontei celticola Fisher, 1928
- Agrilus lecontei lecontei Saunders, 1871